# Sainte Lydwine de Schiedam
Sainte Lydwine de Schiedam est une hagiographie écrite par Joris-Karl Huysmans et publiée en 1901 chez Stock.

## Présentation
Huysmans dépeint la vie de sainte Lydwine, canonisée le 14 mars 1890 par Léon XIII.
Le récit raconte « l’ascension des joies » par « les marches de la souffrance ». Alitée trente-huit ans et frappée par toutes les formes de douleur, Lydwine est une mystique, une visionnaire et une sainte. Elle est notamment au cœur du processus de substitution mystique largement développé par Huysmans : « Bienheureuse Lydwine, elle obtient du Ciel la permission de souffrir pour les autres, d’alléger les malades en prenant leurs maux. »
Le thème du corps douloureux est poussé à son extrême dans Sainte Lydwine. Le corps de la jeune femme est soumis aux « maux les plus effrayants ». L’horreur des maladies (« gangrène », « plaies », « feu sacré », « peste ») est renforcée par un lexique violent (« son front se fend », un « bouton lui crève la face »). Les états de la chair (« putréfaction », « vers », « rongé », « pourriture ») dressent un panorama abominable de ses souffrances.

## Genèse deSainte Lydwine de Schiedam
Dès 1895, dans En route, Huysmans propose une micro-hagiographie de la sainte. Il réalise en 1901 le souhait de Durtal (personnage principal de la tétralogie Là-bas, En route, La Cathédrale et L'Oblat) de « propager l’histoire » de la jeune femme. 
Dans En Route, Huysmans résume la vie douloureuse de Lydwine et construit sa micro-hagiographie autour du corps. La séquence consacrée à la sainte est un projet du récit hagiographique. Ce projet souligne l’identité artistique de Durtal et résume à l’aide d’images fortes la poétique du mysticisme naturaliste.
Selon l'abbé Mugnier, Huysmans « reproche à la vie de sainte Lydwine des bollandistes de manquer de suite, de chronologie ». Il s'inspire alors des modèles hagiographique et naturaliste pour concevoir son propre récit. 

## Éditions
- Sainte Lydwine de Schiedam, Paris, Stock, 1901.
- Sainte Lydwine de Schiedam, Paris, Plon, 1912, 18e éd. (lire sur Wikisource)
- Sainte Lydwine de Schiedam, Grenoble, Jérôme Millon, 2015.